# Britse Oost-Indische Compagnie

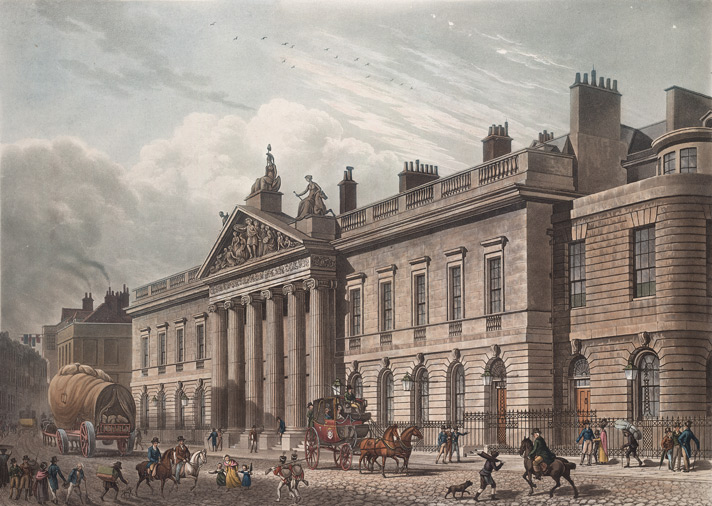
East India House in Londen

De Britse Oost-Indische Compagnie (Engels: East India Company, ook wel John Company) werd opgericht bij Koninklijk Besluit van koningin Elizabeth I op 31 december 1600. Gedurende de volgende 250 jaar werd het een van de machtigste commerciële ondernemingen van haar tijd.
Het zwaartepunt van de handel van de Britse Oost-Indische Compagnie bevond zich in India waar zij ook bestuurlijke en militaire functies ging uitvoeren die uiteindelijk de commerciële activiteiten gingen overschaduwen.
India werd vaak het Juweel in de kroon (Jewel in the Crown) genoemd. Letterlijk omdat 's werelds grootste diamant, de Koh-i-Noor, die tegenwoordig deel uitmaakt van de kroonjuwelen van het Verenigd Koninkrijk, daar werd gevonden. Figuurlijk omdat India voor de Britten het meest waardevolle land was tot de onafhankelijkheid in 1947.
Zoals Macaulay in een speech in het Brits Lagerhuis zei op 10 juli 1833:Het is de vreemdste van alle regeringen, maar ontworpen voor het vreemdste van alle rijken.

De vlag van de compagnie heeft in de hoek de vlag van Engeland (het kruis van St. George) en de strepen hebben mogelijk de vlag van de Verenigde Staten geïnspireerd

Vlag van de Britse Oost-Indische Compagnie, 1707-1801

Vlag van de Britse Oost-Indische Compagnie, 1801-1858

## Invloed
Vanuit het statige East India House, haar hoofdvestiging in Leadenhall Street in Londen, heeft de Compagnie invloed uitgeoefend op alle continenten. Ze was leidinggevend bij de stichting van Brits-Indië, stichtte Hongkong en Singapore, was werkgever van Kapitein Kidd in de strijd tegen piraterij, vestigde de teelt van thee in India, hield Napoleon gevangen op Sint-Helena en maakte het fortuin van Elihu Yale. Hun handelswaar was het onderwerp van de Boston Tea Party.
De vlag van de Compagnie, met de Engelse vlag in een hoek en de horizontale strepen, was mogelijk een inspiratiebron voor de Stars and Stripes, de vlag van de Verenigde Staten zoals dat in 1937 werd geopperd door Sir Charles Fawcett. Vergelijking tussen de vlaggen en bestudering van historische bronnen lijken dit te bevestigen.
Haar scheepswerven stonden model voor Sint-Petersburg, elementen van haar administratie zijn nog steeds terug te vinden in de Indiase bureaucratie en haar bedrijfsstructuur was het meest succesvolle vroege voorbeeld van een bedrijf met gezamenlijke aandelen. .
Als negatief punt kan genoemd worden het slechte financiële beheer in Bengalen, waardoor het niet mogelijk was om miljoenen van de hongerdood te redden in 1770.

## Geschiedenis

### De stichtingsjaren
De Compagnie werd opgericht als Gouverneur en vereniging van kooplieden van Londen, die handelen met Oostelijk Indie (Governor and Company of Merchants of London trading with the East Indies) door 215 ondernemende en invloedrijke zakenlieden, onder leiding van George Clifford, 3rd Earl of Cumberland. Ze verkregen een exclusieve volmacht voor de handel met alle landen ten oosten van Kaap de Goede Hoop en ten westen van de Straat Magellaan, voor een periode van vijftien jaar. De Compagnie werd geleid door 24 directeurs of comités en had bij aanvang een kapitaal van iets minder dan 70.000 Engelse ponden.
Het idee van het oprichten van de handelscompagnie had zijn oorsprong in de Spaans-Engelse Oorlog (1585-1604), waarbij de kaapvaart een belangrijke rol speelde. De buit van de Portugese kraak, de Madre de Deus door Walter Raleigh, deed de ogen open gaan. Na de ondertekening van het Verdrag van Londen in 1604 die de Spaans-Engelse Oorlog beëindigde, kon de compagnie zich volledig ontplooien. In de koers in het opzetten van nieuwe factorijen, waren de Nederlanders, met de Vereenigde Oostindische Compagnie hen voor.
Ze slaagde er niet in een vaste vestigingsplaats te bemachtigen in Indië. Uiteindelijk arriveerden schepen van de Compagnie in India, meerden af bij Surat en stichtten er in 1608 een handelspost. Gedurende de volgende twee jaren slaagde ze erin om een eerste factorij te stichten in de stad Machilipatnam aan de Coromandelkust in de Golf van Bengalen.
De hoge winsten die al snel door de compagnie werden gemeld (waarschijnlijk te danken aan het terugdringen van doorvoerkosten door het oprichten van de handelsposten) waren voor koning James I reden volmachten te verlenen aan andere Britse compagnieën. Maar in 1609 besloot hij toch de volmacht voor de Compagnie voor onbepaalde tijd te verlengen, met inbegrip van een clausule dat de volmacht zou eindigen als de handel gedurende drie opeenvolgende jaren niet winstgevend zou zijn.
De zevende handelstocht van de Compagnie met het schip de Globe, van 1611 tot 1615, werd geleid door twee Nederlandse kooplieden die eerder voor de VOC hadden gewerkt: Peter Floris en Lucas Antheunisz. Er werd handel gedreven tussen de Coromandelkust, Bantam en de Golf van Siam. De tocht was erg succesvol.

### Vestiging in India
De handelaren van de Compagnie waren vaak betrokken bij vijandigheden en schermutselingen met hun Nederlandse tegenhangers. Tegen de veel beter bewapende, gefinancierde en bemande Nederlanders dolven de Engelsen in de 17e eeuw stelselmatig het onderspit. Waar de handelaren van beide compagnieën elkaar tegenkwamen lieten de Nederlanders duidelijk merken dat zij de dienst uitmaakten, zoals uit bijvoorbeeld de gebeurtenissen rond de Ambonse Moord in 1623 blijkt. De gebeurtenis was aanleiding voor de Engelsen zich terug te trekken uit de met de VOC gedeelde handelsposten in Oost-Indië. Geleidelijk verloor de East India Company ook haar andere bezittingen in het gebied. In 1685 was nog slechts een handelspost in Oost-Indië over: Benkulen op Sumatra. De Britten besloten de lucratieve handel in specerijen aan de Nederlanders te laten en zich uitsluitend op Voor-Indië (India) te richten. Na de Glorious Revolution van 1688 werd deze verdeling door beide landen ook officieel gesanctioneerd. Bij de Kroon werd een verzoek ingediend om een diplomatieke missie te starten.
India was destijds met 150 miljoen inwoners ongeveer een vijfde van de wereldbevolking en was verantwoordelijk voor ongeveer 25% van de wereldwijde productie van goederen, met name textiel. Het gebied was grotendeels in handen van het Mogolrijk, dat destijds (net als Ming-China) een economische en militaire supermacht was. In de 16e eeuw was het een trekpleister voor Europese gelukszoekers en huursoldaten. Keizer Akbar (1556-1605) had een grote interesse voor de buitenwereld en verwelkomde onder andere een groep Portugese dominicaanse monniken aan zijn hof. Dit contact leidde aanvankelijk tot wederzijdse teleurstelling. De dominicanen bleken niet in staat de keizer of een grote groep van zijn onderdanen tot het christendom te bekeren. Op zijn beurt kwam de keizer tot de conclusie dat het onmogelijk was de Europeanen, die hij als barbaren beschouwde, beschaving bij te brengen. Als gevolg van het contact waren de Portugezen echter al goed bekend met de machthebbers toen de Engelsen in het begin van de 17e eeuw arriveerden. Ze hadden in de diplomatie een voorsprong op de Engelsen.
Toestemming van de Mogolkeizer was essentieel om in India handel te voeren. De eerste Engelsman die erin slaagde het keizerlijke hof te bereiken was William Hawkins in 1608. Keizer Jahangir ondervroeg Hawkins maar verloor al snel interesse. Hawkins werd een Armeense vrouw gegeven en terug naar Europa gezonden. Het was duidelijk dat de compagnie een bekwame diplomaat nodig had. In 1615 werd Thomas Roe door James I afgevaardigd. Doel van de missie was het tot stand brengen van een handelsovereenkomst waardoor de compagnie exclusieve rechten kreeg voor het vestigen van handelshuizen in Surat en andere gebieden. Als tegenprestatie bood de Compagnie aan om de Mogols te voorzien van goederen en rariteiten van de Europese markt. De missie was geen overweldigend succes. De cadeaus die Roe meebracht - jachthonden, een koets, schilderijen en enkele kratten wijn - konden de keizer niet erg interesseren. Jahangir was een verwoed verzamelaar van kunst en rariteiten en hij was beter gewend. Jahangir was geïnteresseerd in informatie over Engeland, maar voor de Mogols ging het om een onaanzienlijk landje aan de rand van het door godsdienstoorlogen verarmde Europa. Na drie jaar verleende Jahangir Roe uiteindelijk enkele beperkte voorrechten, waaronder toestemming om in Surat een factorij op te richten. Gedurende de 17e eeuw werden de Engelsen echter geleidelijk beter in de omgang met de Mogols. De werknemers van de Company leerden de wetten, gebruiken, en het Perzisch, de taal van de beambten van het rijk. In het midden van de eeuw had de Company een handvol factorijen opgericht, waaronder enkele langs de kust van Bengalen en enkele in het binnenland. Typisch voor deze fase was dat de Company slechts handelsposten langs de kust onderhield en conflict met de inheemse heersers uit de weg ging. Toen de Britten in Childs Oorlog (1686-1690) toch de wapens tegen de Mogols opnamen, werd hen dat bijna fataal. Mogolkeizer Aurangzeb toonde zich opmerkelijk vergevingsgezind nadat Britse afgezanten met smeekbeden voor hem door het stof kropen, en gaf de Britten hun door de Mogols ingenomen handelsposten terug.

### Uitbreiding
Met dergelijke steun was de Compagnie al snel machtiger dan de Portugese concurrentie, die was gevestigd in Goa en Bombay (dat later aan Britten werd overgedaan als onderdeel van de bruidsschat van Catherine de Braganza). Ze vestigde zich in Surat (1612), Madras (1639, nu Chennai), Bombay (1668, nu Mumbai) en Calcutta. Tegen het jaar 1647 had de Compagnie 23 vestigingen en 90 werknemers in India. De belangrijkste vestigingsplaatsen werden de ommuurde forten van Fort William in Bengalen, Fort St George in Madras en het Kasteel van Bombay. In 1634 stond de Mogolkeizer de Britten ook toe in Bengalen handel te drijven en in 1717 werden alle grensbelastingen voor de handel afgeschaft. De voornaamste handelsgoederen waren rond die tijd katoen, zijde, indigo, salpeter en thee.
Gedurende deze tijd werd voortdurend geprobeerd het Nederlandse monopolie op de handel in specerijen in de Straat Malakka te doorbreken. In 1711 vestigde de Compagnie een handelspost in Kanton, China voor de handel in thee en zilver. In 1657 vernieuwde Oliver Cromwell de volmacht van 1609 en bracht kleine wijzigingen aan in de bedrijfsstructuur. De status van de Compagnie werd nog vergroot door het herstel van de Britse monarchie. Met een serie van vijf wetten gaf koning Karel II in 1670 de Compagnie het recht om zelf gebieden te veroveren, munt te slaan, forten en legers te bezitten, verdragen aan te gaan, oorlog te voeren, vrede te sluiten en recht te spreken in de bezette gebieden.
Wegens de concurrerende andere Europese machten en soms belaagd door vijandige lokale heersers had de Compagnie grote behoefte aan bescherming. De door de staat gegeven vrijheden waren dus zeer welkom en er werden, aanvankelijk twijfelend, eigen legereenheden opgericht, die bestonden uit lokale recruten, de sepoys, ingehuurde Britse eenheden en een eigen zeemacht: de Bombay Marine. Rond 1690 voerde de Compagnie min of meer zelfstandig de administratie over de Britse koloniën langs de kust van India, met voldoende middelen om door lokale machthebbers als factor van belang te worden gezien.

### De weg naar een compleet monopolie

#### Handelsmonopolie
De welvaart die werknemers van de Compagnie genoten stelde hen in staat terug te keren naar hun vaderland waar ze vaak grote landgoederen stichtten en hun geld investeerden in zaken en aanwendden voor het verkrijgen van politieke macht. Zodoende ontwikkelde de Compagnie een lobby in het Britse Parlement.
Echter, onder druk van ambitieuze zakenlieden en vroegere deelgenoten van de Compagnie die uit waren op eigen handelsondernemingen in India werd in 1694 een dereguleringswet aangenomen. Volgens deze wet was het aan ieder Brits bedrijf toegestaan handel te voeren met India tenzij dat expliciet bij wet verboden werd. Hierdoor werd de volmacht die al zo'n 100 jaar van kracht was waardeloos.
Een wet aangenomen in 1698 maakte de oprichting mogelijk van een parallelle Oost Indische Compagnie genaamd The English Company Trading to the East Indies (De Engelse Compagnie handelend met Oost-Indië), met een staatslening van £2 miljoen pond.
De machtige aandeelhouders van de oude Compagnie schreven zich al snel in voor het nieuwe bedrijf met £315.000 en domineerden daarmee het bestuur. De twee bedrijven streden enige tijd met elkaar, zowel in Engeland als in India, om een dominant aandeel in de handel. Het werd al snel duidelijk dat de oude Compagnie in de praktijk weinig te duchten had. Beide bedrijven gingen samen in 1702 waarbij een soort drie-eenheid ontstond bestaande uit de twee bedrijven en de staat.
Een voorwaarde van het samengaan was een lening van 3.200.000 pond aan de staat in ruil voor exclusieve privileges gedurende de volgende drie jaar waarna de situatie zou worden herbezien. De naam van het nieuwe bedrijf werd United Company of Merchants of England Trading to the East Indies (Verenigde Compagnie van Engelse Kooplieden Handelend met Oost India). 
De volgende decennia zagen een constant heen-en-weer gevecht tussen de Compagnie-lobby en het Parlement. De Compagnie was uit op een permanente situatie terwijl het Parlement niet graag de mogelijkheid opgaf om mee te delen in de winsten van de Compagnie.
In 1712 werd een nieuwe wet aangenomen die de status van de Compagnie hernieuwde hoewel de leningen waren terugbetaald. Rond 1720 was 15% van de Britse import afkomstig uit India, bijna volledig gedaan door de Compagnie waarmee het succes van de lobby werd aangetoond. Een wet in 1730 verlengde de vergunning tot 1766.
Rond deze tijd werden Groot-Brittannië en Frankrijk bittere rivalen en ontstond er regelmatig strijd om de controle over de koloniale bezittingen. Bang voor de financiële gevolgen van een oorlog kwam de regering in 1742 overeen dat de termijn van het exclusieve handelscontract werd verlengd tot 1783 in ruil voor een vergoeding van 1 miljoen pond. De schermutselingen escaleerden echter wel tot de gevreesde oorlog en tussen 1754 en 1763 zorgde de Zevenjarige Oorlog ervoor dat de Britse aandacht werd verschoven naar het verdedigen van bezittingen in Europa en in de Noord-Amerikaanse kolonies.
Ook op India's grondgebied werd in de Carnatische oorlogen gevochten tussen Franse strijdkrachten en die van de compagnie. Rond deze tijd verkreeg Groot-Brittannië een voorsprong op zijn Europese rivalen door de start van de Industriële revolutie. De vraag naar goederen uit India steeg sterk door de behoefte om leger en bevolking te onderhouden tijdens de oorlog en door de toegenomen beschikbaarheid van grondstoffen en efficiëntere productiemethoden.
Als bakermat van de revolutie kende Groot-Brittannië een hogere levensstandaard en de spiraalvormige cyclus van welvaart, vraag en productie had een geweldige invloed op de overzeese handel. De Compagnie werd verreweg de grootste speler in de Britse wereldmarkt en verkreeg zodoende een onaantastbare positie in het beslissingsproces van de regering.

#### Koloniaal monopolie
De oorlog resulteerde in een nederlaag voor de Franse strijdkrachten en beperkte zodoende de Franse koloniale ambities. Ook werd hierdoor de invloed van de industriële revolutie in de Franse gebieden beperkt. Robert Clive, de Gouverneur-generaal van Bengalen, leidde de Compagnie naar een verrassende overwinning tegen Joseph François Dupleix, commandant van het Franse leger in India, en heroverde Fort St. George op de Fransen. In het Verdrag van Parijs (1763) werden de Fransen verplicht hun handelsposten te beperken tot kleine enclaves in Pondicherry, Mahe, Karikal, en Chandernagar zonder militaire aanwezigheid. Alhoewel deze kleine buitenposten Frans bezit bleven gedurende de volgende 200 jaar kwam hiermee een eind aan Franse ambities in India. Hiermee werd een voorname bron van economische competitie voor de Compagnie uitgeschakeld. De Compagnie, met deze kolossale overwinning op zak en gesteund door een gedisciplineerd en ervaren leger, was hierdoor in staat ongestoord het invloedsgebied uit te breiden met Karnataka (vanuit Madras) en Bengalen (vanuit Calcutta).

#### Lokale weerstand
Het Mogolrijk was echter na de dood van Aurangzeb in 1707 in verval geraakt en het centrale gezag van de keizer werd steeds kleiner. 
De Compagnie kwam door een serie toevallige en onverwachtse gebeurtenissen aan de bestuurlijke macht over India. Opportunistische beambten en militairen in haar dienst, die handelden uit eigenbelang of de drang naar zelfverrijking, waren een belangrijke oorzaak voor de verovering. Het bekendste voorbeeld is Robert Clive, die de nawab van Bengalen, Siraj ud-Daulah, versloeg in de Slag bij Plassey (1757). De overwinning op een grote overmacht was alleen mogelijk dankzij het verraad van Mir Jafar, die door Clive de macht over Bengalen in het vooruitzicht was gesteld. Mir Jafar werd inderdaad de nieuwe nawab van Bengalen, maar moest een Britse resident naast zich dulden, die Clive's instructies aan hem overbracht. Daarmee werd Bengalen de facto onder Brits bestuur gesteld. Al na een paar jaar probeerde de nawab deze situatie te veranderen. Hij verbond zich met de Mogolkeizer en de nawab van Avadh om de Britten te verdrijven. In de slag bij Buxar (1764) versloeg een klein legertje sepoys onder commando van Hector Munro de gezamenlijke troepen van de drie inheemse heersers. Dit consolideerde de Britse macht over Bengalen en vormde daarnaast het begin van Britse invloed over Avadh en het centrale deel van de Gangesvlakte. 
Na de slag bij Buxar verleende de keizer, Shah Alam II, de belastingrechten (de diwan) over het domein van de nawab van Bengalen (naast Bengalen ook Bihar en Orissa) aan de Compagnie. De keizer zag de opkomst van de Britten niet als een bedreiging. Hij probeerde door de Britten rechten te verlenen de macht van zijn vazallen terug te dringen. Voor de Compagnie had het voordelen om de schijn van de keizerlijke soevereiniteit op te houden. Tot 1858 bleef de Compagnie haar gebieden besturen in naam van de Mogolkeizer. Zo stonden de keizerlijke initialen op de munten die de Britten in Calcutta sloegen.
Haider Ali en Tipu Sultan, de heersers over het sultanaat Mysore, waren de belangrijkste tegenstanders van de Compagnie bij haar pogingen de Britse invloed over het zuiden van India uit te breiden. Gesteund door de Fransen voerde Mysore vier oorlogen met de Britten. In 1799 kwam hier een einde aan toen Tipu definitief werd verslagen tijdens de ambtstermijn van de ambitieuze gouverneur-generaal Richard Wellesley (1798-1805).
Onder Wellesley drongen de Britten ook het Maratharijk terug tijdens de drie Anglo-Maratha oorlogen. Gedurende deze campagnes toonde Arthur Wellesley, de latere Duke of Wellington en jongere broer van de gouverneur-generaal, zijn militaire bekwaamheden. Tijdens de Slag bij Assaye wist de latere Wellington de Maratha's een belangrijke nederlaag toe te brengen, waarmee de Britse invloed over het westen van het schiereiland groeide. Ten slotte werden de belangrijkste leiders (maharadja's) van de Maratha's door individuele verdragen aan Brits-Indië verbonden. De ervaring die Wellington in Indië opdeed zou hem van pas komen bij de overwinningen op Napoleon in de Iberische Oorlog en in de Slag bij Waterloo.
Rond het begin van de 19e eeuw beheersten de Britten het complete zuiden, oosten, noorden en centrale deel van India (met uitzondering van kleine enclaves onder Frans en lokaal bestuur). De laatste gebieden die nog niet onder Brits bestuur stonden waren de noordelijke regionen van Delhi, Avadh, Rajputana, Sindh en Punjab. Manipulaties, bedreigingen en diplomatie werden door de Compagnie gebruikt om te voorkomen dat lokale leiders een gezamenlijke strijd konden aangaan.
De periode van honderd jaar tussen de Slag bij Plassey in 1757 en de Indiase opstand van 1857 werden gekenmerkt door rust en consolidatie waarbij de Compagnie meer en meer functioneerde als een staat en minder als een handelsonderneming. De Britten raakten steeds zelfverzekerder en het oorspronkelijke respect van de oriëntalisten maakte plaats voor steeds autoritairder koloniaal gezag. Steeds meer begonnen de kolonisten hun gezag als vanzelfsprekend te ervaren. De intolerantie tegenover lokale culturele en religieuze tradities en gebruiken nam toe. Op gemengde huwelijken en de kinderen die hieruit geboren werden werd in toenemende mate neergekeken. Het werk van christelijke zendelingen, die aanvankelijk geweerd werden omdat ze de vrede en handel konden bedreigen, werd oogluikend toegestaan.

### Regulering van Compagnie-zaken

#### Financiële problemen
Hoewel de Compagnie steeds driester en ambitieuzer acteerde bij het neerslaan van weerspannige deelstaten werd het steeds duidelijker dat de Compagnie niet in staat was een dergelijke reusachtig gebied goed te besturen. De Bengaalse hongersnood in 1770, waarbij meer dan een zesde deel van de lokale bevolking overleed, liet alarmbellen rinkelen in het vaderland.
In Bengalen liepen de militaire en administratieve kosten drastisch uit de hand door het teruglopen van de arbeidsproductiviteit. Tegelijkertijd kende Europa een commerciële stagnatie en handelsdepressie na een dip in de postindustriële revolutie. Groot-Brittannië raakte verstrikt in de rebellie van de Noord-Amerikaanse kolonies, een van de voornaamste importeurs van thee en Frankrijk stond aan de vooravond van de Franse Revolutie. De wanhopige directeuren van de Compagnie probeerden een mogelijk bankroet af te wenden door financiële hulp te vragen aan het Parlement. Dit leidde tot het aannemen van de Theewet (Tea Act) in 1773. Hierdoor verkreeg de Compagnie een monopolie op thee-import naar Amerika, terwijl tegelijk de taksen werden verlaagd. Dit laatste bracht de Amerikaanse smokkelaars in nauwe schoentjes, en de onvrede groeide nog toen de Compagnie een lijst met partners bekendmaakte, die niet-opgenomen tea brokers elk perspectief ontnam. De maatregelen om de East India Company te redden, mondden uit in de Boston Tea Party, een opstand van Amerikaanse handelaren, en leidden zo mede tot de Amerikaanse Onafhankelijkheidsoorlog.

#### Regulerende Wet van 1773
Zowel de legers van Groot-Brittannië als die van de Compagnie groeiden sterk, wat een sterke toename van de kosten met zich mee had gebracht. De compagnie kreeg in 1773 een wet opgelegd (Regulating Act for India) die een serie wijzigingen in de administratie en economische hervormingen doorvoerde. Ondanks sterke tegenstand van de Oost-Indië-lobby in het Parlement en van de aandeelhouders van de Compagnie kwam de wet er toch door. De Compagnie kwam onder verregaande regeringscontrole en het land werd formeel onder de Kroon gebracht maar werd uitgeleend aan de Compagnie voor £40.000 per twee jaar.
De Gouverneur van Bengalen, Warren Hastings, werd gepromoveerd naar de rang van Gouverneur-generaal met administratieve macht over geheel Brits India. Het werd geregeld dat zijn benoeming, hoewel gedaan door een hof van directeuren, in de toekomst moest worden erkend door een raad van vier aangewezen door de Kroon. Hij kreeg de macht over oorlog en vrede.
Brits juridisch personeel zou naar India worden gestuurd om het Britse juridische systeem in te voeren. De Gouverneur-generaal en de Raad hadden volledige legislatieve macht. Zodoende werd Warren Hastings de eerste Gouverneur-generaal van Brits-Indië. De Compagnie had toestemming om het monopolie over de handel te handhaven in ruil voor de tweejaarlijkse huursom en de verplichting om jaarlijks een minimumhoeveelheid goederen naar Groot-Brittannië te exporteren. De administratieve kosten moesten eveneens opgebracht worden door de Compagnie. Hoewel deze regeling aanvankelijk werd verwelkomd door de Compagnie bleken de verplichtingen op termijn niet haalbaar. Door de opgelegde jaarlijkse verplichtingen liepen de financiën gestadig terug.

#### Neergang van de Compagnie

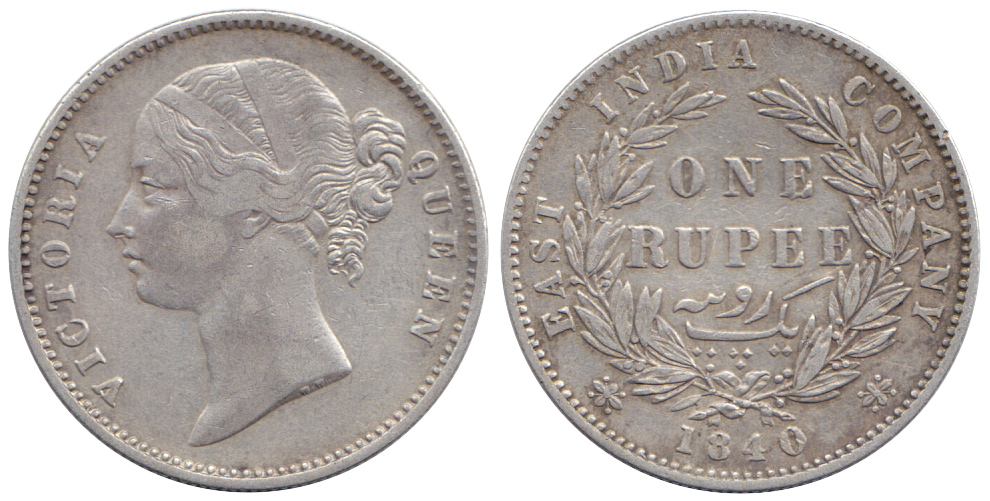
Britse Oost-Indische Compagnie Roepie, Koningin Victoria, 1840 Zilver

Hastings kreeg onenigheid met de Raad van Vier die hierop terugkeerden naar het vaderland en een rechtszaak tegen hem begonnen vanwege corruptie. Dit leidde tot het aftreden van Hastings.
De Regulerende Wet werd al snel beschouwd als een mislukking doordat de grens tussen Regeringscontrole en Compagniemacht te vaag was. De regering voelde zich verplicht gehoor te geven aan humanitaire stemmen die pleitten voor een betere behandeling van de bevolking van gebieden onder Brits bestuur.
Edmund Burke, een voormalig aandeelhouder in de Oost-Indische Compagnie en een diplomaat voelde de behoefte de situatie te verlichten en diende in 1783 de India-Wet in. De wet haalde het niet door de intense lobby door aanhangers van de Compagnie en door beschuldigingen van nepotisme in de bij de wet behorende aanbevelingen voor de aanstelling van raadgevers. Desondanks was de wet een belangrijke stap in het onder bedwang brengen van de Compagnie en de zaak werd in 1784 prettig geregeld met een nieuwe India-Wet.
De controle over bestuur en handel werden gescheiden met duidelijke afbakening tussen Parlement en Compagnie. Hierna fungeerde de Compagnie als een reguliere subsidiënt van de Kroon met grotere verantwoording voor haar acties. Hierdoor werd een stabiele staat bereikt tussen expansie en consolidatie.
Nu er weer een staat van vrede was bereikt met de Kroon kon de Compagnie zich weer richten op het uitbreiden van het invloedsgebied door middel van bedreiging en dwang. Tegen het midden van de negentiende eeuw had de Compagnie haar bestuur uitgebreid over het grootste deel van India, Birma, Singapore en Hongkong. Een vijfde deel van de wereldbevolking stond nu onder haar autoriteit.
Ondertussen had de Britse invloedssfeer zich verder uitgebreid. In 1845 werd de Deense kolonie Tranquebar verkocht aan Groot-Brittannië. De Compagnie had haar invloed in verschillende stappen uitgebreid over China, de Filipijnen en Java.

#### Thee en opium
In de 18e eeuw was de Compagnie op grote schaal thee gaan importeren uit China. Omgekeerd was er weinig belangstelling voor westerse producten en dit leidde tot een groot handelstekort. In 1773 creëerde het bedrijf een Brits monopolie op opium. India had een goed klimaat voor de teelt hiervan en het monopolie ging met minimale veranderingen door tot 1947. 
De import van opium in China was illegaal. De Compagnie kon geen gebruik maken van eigen schepen voor het transport want werden ze betrapt dan zou de lucratieve handel in thee in gevaar worden gebracht. In India verkocht de Compagnie de opium aan handelaren, de country traders, op krediet. Zij smokkelden de opium naar China en met de verkoopopbrengst werden de kredieten afbetaald. Met dit geld kocht de compagnie thee voor Groot-Brittannië. Handelaren als Jardine Matheson en Dent & Co waren zeer intensief betrokken bij de smokkel van opium. In 1828 was de waarde van de gesmokkelde opium hoger dan de thee die de Compagnie in China kocht.
China leed onder de opiumsmokkel, niet alleen verdween veel geld naar het buitenland, maar ook raakten veel Chinezen verslaafd. In 1838 werd de hoge Chinese ambtenaar Lin Zexu naar Kanton gestuurd om de smokkel te stoppen. Met harde maatregelen greep hij in en nam ruim 20.000 kisten opium in beslag die vervolgens werd vernietigd. De handelaren leden hierop een groot financieel verlies. William Jardine oefende grote druk uit op de Britse regering voor een schadeloosstelling. Dit resulteerde in de Eerste Opiumoorlog (1839-42). Schepen van de Compagnie, waaronder de Nemesis, en van de Britse marine vielen havens in China aan. In het Verdrag van Nanking kregen de Britten hun schadevergoeding en Hongkong. Het restrictieve Kantonsysteem kwam te vervallen en nog vier Chinese havens werden opgesteld voor de zeehandel. Na de Tweede Opiumoorlog (1856-1860) werd de invoer van opium gelegaliseerd. Er kwam meer opium uit Turkije en Perzië en dit ging ten koste van de opiumexport uit India.

## Het einde
De manier waarop de Compagnie India bestuurde bleek model te staan voor het bestuurssysteem van Groot-Brittannië zoals dat gedurende de negentiende eeuw ontstond.
Doordat het monopolie in 1813 werd geannuleerd, veranderde de Compagnie in een handelsonderneming. In 1858 verloor de Compagnie haar administratieve functies aan het Britse bestuur naar aanleiding van de opstand van de Indische bevolking in het jaar daarvoor. Als gevolg hiervan werd Brits-Indië een formele kroonkolonie, met het Britse staatshoofd als keizer.
In de jaren 1860 werden alle bezittingen van de Compagnie in India onder de kroon gebracht. De Compagnie regelde nog steeds de handel in thee namens de Britse staat, voornamelijk naar Sint-Helena. Dit bleef het werk van de Compagnie totdat zij werd opgeheven in 1874.
The Times schreef: Het heeft een werk volbracht zoals in de gehele historie van het menselijk ras geen ander bedrijf heeft aangedurfd en als zodanig niet zal worden gepoogd in toekomstige jaren (It accomplished a work such as in the whole history of the human race no other company ever attempted and as such is ever likely to attempt in the years to come.)

## Trivia
- Na de opheffing mocht de beheergroep The East India Company Holdings onder andere de rechten op de theehandel naar Sint-Helena behouden.
- De sporten badminton, polo, squash en snooker werden uitgevonden door officieren van de Compagnie tijdens hun verblijf in India.